# Любов Ярова (телеспектакль, 1977)
«Любов Ярова» — радянська телевистава 1977 року режисера Віктора Турбіна за однойменною п'єсою К.Треньова.
Лауреат Гран-прі VII Всесоюзного фестивалю телевізійних фільмів — «за талановите втілення революційної теми».

## Сюжет
Фільм-вистава за п'єсою «Любов Ярова».

Громадянська війна. Чоловік і дружина Ярові, розлучені ще Першою світовою війною, опиняються по різні боки барикад: вона — червона підпільниця, він — офіцер контррозвідки. Здогадуючись про те, що його дружина пов'язана з червоним підпіллям, поручик Яровий обманює її, говорячи про своє розчарування у білих та бажання допомогти червоним. Любов Ярова, повіривши обману, видає чоловікові місце зустрічі підпільників, яких з її вини заарештовує контррозвідка. Коли Червона Армія відбиває місто, поручик Яровий намагається сховатися у дружини, але вона повідомляє червоним, де ховається чоловік. «Ви завжди були нашим вірним товаришем», каже їй голова ревкому. «Ні, я тільки тепер стала вашим вірним товаришем», — відповідає вона.
Любов Ярова (в однойменному телефільмі, 1977, реж. В. Турбін) у виконанні Чурікової знову стала відкриттям. Невипадково актриса отримала схвалення вдови драматурга, автора п'єси К. Тренева. В інтерпретації Інни Чурікової поверх революційних перипетій, драматичних подій, у яких Любов Ярова бере активну участь, потужно прозвучала тема кохання і вірності своєму почуттю, а це й було потаємно в задумі драматурга. Про це говорило й ім'я героїні, що дало ключ до тлумачення образу.— Кино России: актерская энциклопедия, Том 2. — М.: Материк, 2002. — 225 с. — с. 209

## В ролях
| Актор                 | Роль                                                     |
| --------------------- | -------------------------------------------------------- |
| Інна Чурікова         | Любов Ярова                                              |
| Алла Демидова         | Павла Петрівна Панова                                    |
| Андрій Мартинов       | Роман Кошкін                                             |
| Леонід Філатов        | Михайло Яровий, поручик                                  |
| Валерій Золотухін     | Федір Швандя                                             |
| Микита Підгорний      | полковник Малінін                                        |
| Григорій Абрикосов    | полковник Кутов                                          |
| Олег Табаков          | Аркадій Петрович Єлісатов, журналіст, "громадський діяч" |
| Євгеній Стеблов       | Іван Колосов, телефоніст                                 |
| Геннадій Сайфулін     | Грозної                                                  |
| Наталя Гундарева      | Дунька (Дуня Фомінічна)                                  |
| Андрій Попов          | Максим Іванович Горностаєв, професор                     |
| Ірина Гошева          | Горностаєва, дружина професора                           |
| Борис Сморчков        | Пікалов                                                  |
| Лев Дуров             | Чир                                                      |
| Михайло Зімін         | протоієрей                                               |
| Надія Корункова       | матушка                                                  |
| Антоніна Дмитрієва    | Мар'я                                                    |
| Сергій Єремєєв        | Семен Скобцов, одноокий біляк                            |
| Олександр Яковлєв     | Григорій                                                 |
| Георгій Всеволодов    | генерал                                                  |
| Валентин Смірнітський | Кузьма Ілліч Костюмо, каптенармус обозу                  |
| Григорій Лямпе        | розпорядник танців                                       |
| Сергій Юртайкін       | 1-й конвойний                                            |
| Леонід Платонов       | 2-й конвойний                                            |

## Знімальна група
- Режисер — Віктор Турбін
- Оператор — Борис Лазарєв
- Композитор — Микола Каретніков